# Altai (romanzo)
Altai è un romanzo storico di Wu Ming, pubblicato per la prima volta in Italia nel 2009 da Einaudi.
Il libro è stato scritto 10 anni dopo Q del quale è in parte un sequel.
I fatti si svolgono nel continuum temporale e storico di Q. L'azione inizia 15 anni dopo l'epilogo del primo romanzo; alcuni personaggi sono comuni a entrambi i libri.
Altai è dedicato in memoriam al sociologo Valerio Marchi (1955-2006).

## Il rapporto conQ
Con molti mesi d'anticipo rispetto all'uscita in libreria, gli autori hanno precisato - continuando a farlo anche nelle interviste, nelle presentazioni pubbliche del libro e nelle discussioni telematiche coi lettori - che il romanzo non andava considerato un "seguito" di Q.
A detta degli autori, Altai, ideato e scritto come "terapia di gruppo" dopo la traumatica uscita dal collettivo di Wu Ming 3 è un'opera autonoma che, pur riprendendo a quindici anni di distanza i tre personaggi superstiti presenti nell'epilogo di Q (datato "Istanbul, Natale 1555", mentre l'azione di Altai ha il suo fulcro nell'anno 1570), ha caratteristiche molto diverse dal suo predecessore.
I Wu Ming hanno esplicitamente messo in relazione Altai con il saggio autocritico Spettri di Muntzer all'alba, apparso sulla rivista on-line Giap nel marzo 2009. Nell'editoriale di Giap n.2, X serie, maggio 2009, i Wu Ming hanno scritto:
L'impresa è stata proprio questa: scrivere un romanzo legato a Q, che riprendesse certe ambientazioni e personaggi, ma che fosse anche indipendente e nuovo. Quando abbiamo iniziato a ragionarci sopra sapevamo solo da dove partire, cioè dal nostro bisogno di tirare le somme e al contempo rilanciare, mettere in gioco il collettivo stesso su un'operazione "ad alto rischio". Non potevamo prevedere dove saremmo arrivati. E già arrivare non è stata affatto una passeggiata.
Non è un segreto che l'anno e mezzo da cui usciamo è stato uno dei più duri nella vita del collettivo [...] Abbiamo il presentimento che Altai dirà qualcosa anche rispetto a questo, qualcosa che personalmente ci aiuta a mettere nella giusta prospettiva le tematiche di Q, nonché la nostra stessa storia.»

## Trama
Il romanzo è diviso in tre parti, oltre ad un prologo, due interludi, un finale ed un epilogo.
L'ordine della narrazione è strettamente cronologico.

### Prologo
Il romanzo si apre nel 1569, a Istanbul. Gracia Nasi (alias Beatriz Miquez) scrive una lettera all'uomo a cui una volta era legata, Ismail; gli chiede di incontrarlo per un'ultima volta a Tiberiade.

### Prima parte
Settembre 1569 - dicembre 1569.
Il racconto inizia a Venezia, il 13 settembre 1569. Un terribile incendio divampa nella notte al deposito delle polveri in Arsenale; l'esplosione – probabilmente causata dagli stessi lavoranti dell'Arsenale - scuote la città, causando una ventina di morti, danni alle strutture e soprattutto terrore per quello che viene subito considerato un attentato alla Serenissima. La responsabilità ne viene attribuita agli storici nemici: i Turchi e in particolare a Giuseppe Nasi, un ricco ebreo favorito del sultano. Il Consiglio veneziano individua nella figura di Emanuele De Zante (alias Manuel Cardoso) il capro espiatorio perfetto da sacrificare: ebreo convertito, figlio illegittimo di un Veneziano, cresciuto a Ragusa (Dubrovnik), poi divenuto agente del servizio segreto di Venezia, ricco, colto, intelligente. Emanuele riesce a sfuggire all'arresto e si rifugia nel Delta del Po da cui fortunosamente traghetta oltre Adriatico, tornando alla città natale. Qui viene catturato da emissari dei Veneziani sulla tomba della madre. Alcuni emissari di Nasi lo fanno evadere, portandolo a Salonicco e da qui a Costantinopoli, allo scopo di appropriarsi delle informazioni politiche, tecniche e militari su Venezia a cui De Zante aveva avuto accesso grazie al ruolo ricoperto al servizio della Serenissima.

### Interludio
Settembre 1569 - febbraio 1570. 
Ismail (nuovo nome col quale è conosciuto il protagonista di Q) ormai anziano, si trova a Mokha, in Yemen; da molto tempo sta scrivendo le sue memorie. Il manoscritto è ormai molto voluminoso. Parte con i due fedelissimi servitori, i gemelli indiani Hafiz e Mukhtar e l'amico asceta sufi Ali Hassan. Giunge infine a Tiberiade troppo tardi: Gracia è morta. Non gli resta che ripartire verso Costantinopoli per completare la missione affidatagli da Beatriz (precedente nome di Gracia), aiutare suo nipote Giuseppe.

### Seconda parte
Dicembre 1569 - luglio 1570.
A Costantinopoli Manuel viene accolto a Palazzo Belvedere, la sfarzosa dimora di Yossef Nasi (Giuseppe Nasi alias Joao Miquez), il nipote di Gracia, giudeo e uomo di fiducia del Sultano Selim II. Yossef ha voluto presso di sé De Zante affinché egli comunichi al Sultano le informazioni riservate su Venezia che conosce, ma c'è di più; Nasi ritiene, a ragione, che incontrando nuovamente le sue genti e reimmergendosi nella cultura che gli era appartenuta nell'infanzia ed adolescenza Manuel si riapproprierà della antica religione dei padri e ritroverà quella autentica parte di se stesso nascosta e sopita ma mai distrutta.
Inoltre, egli viene conquistato dall'atmosfera di apparente tolleranza e pacifica convivenza tra diverse culture e religioni che si respira nella metropoli cosmopolita, così diversa da quella di Venezia (e dell'Europa cristiana in genere) nella quale la diversità di nascita o di cultura costituisce per lo più una causa di discriminazione o un'onta da celare.
Si prepara la guerra nel Mediterraneo tra Venezia ed i Turchi. Cinque anni prima, nel 1565 le armate turche avevano attaccato Malta, assediandola, ma erano stati respinti dai Veneziani, subendo un grave smacco militare. Ora il Sultano punta a conquistare Cipro; De Zante lo informa che i lavori di fortificazione dei bastioni dell'isola sono stati momentaneamente sospesi per mancanza di fondi. È dunque opportuno cogliere il momento propizio ed agire in fretta.
L'inviato del Sultano ingiunge a Venezia di cedere Cipro, ricevendone ovviamente un rifiuto. Il Papa Pio V sprona le potenze cattoliche a prepararsi alla lotta; a Costantinopoli, l'Ambasciatore Veneziano Marcantonio Barbaro viene messo agli arresti domiciliari. Viene dunque messa in moto la macchina di guerra.
Anche il cristiano Ismail utilizza tutta la sua rete di conoscenze e la sua ormai leggendaria esperienza del mondo per collaborare all'opera di Nasi.
Il quadro, però, è assai più complesso di quanto potrebbe apparire. Un'importante fazione, capeggiata dal Gran Visir Sokollu Mehmed Pascià trama in segreto con i Veneziani per far fallire la campagna, e fornisce loro informazioni segrete.
Yossef Nasi, dal canto suo, giudeo alla corte di un sovrano musulmano, si propone, una volta conquistata Cipro, di realizzarvi la terra promessa per il popolo ebreo e per tutti i perseguitati d'Europa. A tal fine ha stipulato un accordo con la Corona britannica. Gli Inglesi forniranno a Nasi, futuro Re di Cipro, le armi (cannoni fabbricati col pregiato ferro del Sussex) che lo renderanno indipendente dai Turchi in cambio dei diritti commerciali a Cipro.

### Interludio
Settembre 1570. Dopo aver terminato la stesura delle sue memorie, Ismail cade in preda a una fortissima febbre. Nel deliquio, che dura 3 giorni, viene visitato dai fantasmi del passato, tra i quali i ricordi della battaglia di Frankenhausen e dell'assedio di Münster.

### Terza parte
Luglio 1570 - settembre 1571.
Il potentissimo esercito Turco giunge a Cipro. Conquistata facilmente la città di Nicosia, l'attacco viene portato a Famagosta (Magusa) sulla costa orientale, che viene assediata sia da terra che dal mare. Nonostante la schiacciante superiorità dell'esercito ottomano, Famagosta resiste con una tenacia che sorprende gli invasori. La notizia del perdurare dell'assedio giunge a Istanbul. Seguono a breve altre cattive nuove: la Lega Santa contro gli Ottomani tra Venezia, Papato e Spagna, si è estesa a Firenze, Genova, Savoia, che stanno radunando un'imponente flotta.
Manuel ottiene da Nasi il permesso di prendere il mare e partire per il fronte della guerra, così da rendersi conto di persona dell'andamento della campagna; lo accompagnano il vecchio Ismail, con i fedelissimi Hafiz, Mukhtar ed Ali.
Giunti a Cipro, Manuel e gli altri si recano da Lala Mustafa Pascià, comandante in capo, portandogli doni da parte di Yossef Nasi. Lo scenario che li circonda è apocalittico; la battaglia ha già causato perdite immani da entrambe le parti, il fetore della morte e della putrefazione è ovunque. Viene infine sferrato l'attacco finale a Famagosta, che si conclude con la resa degli assediati.
Lala Mustafa concede ai vinti alcune garanzie. I soldati potranno lasciare l'isola e far ritorno alla madrepatria, stesso diritto per i civili. Coloro che vorranno rimanere però potranno farlo senza dover subire ritorsioni.
Marcantonio Bragadin, il governatore di Cipro, si reca scortato dai suoi capitani a consegnare formalmente le chiavi di Famagosta ai vincitori. Tuttavia, davanti agli occhi sempre più increduli di Manuel ed Ismail, Lala Mustafa con un pretesto viola l'accordo che aveva stipulato, fa decapitare i capitani Veneziani e tagliare le orecchie a Bragadin. L'ex governatore viene poi torturato per giorni e scuoiato pubblicamente da vivo; del suo cadavere martoriato viene fatto un fantoccio, portato con orgoglio in giro per la città. Si scatenano le più atroci violenze contro soldati e civili. Nessuno riesce a scampare tranne un solo bambino: l'unica vita che Manuel e i suoi amici riescono a salvare.
Manuel, Ismail, Ali, i gemelli ripartono per Istanbul col cuore gonfio, portando con sé il piccolo sopravvissuto, per riferire a Nasi della spaventosa carneficina.
La guerra non è finita. Si prepara la vendetta di Venezia, una gigantesca battaglia navale. Gli Ottomani ancora una volta sembrano in vantaggio. Tuttavia Manuel, seguendo il suo istinto e collegando tra loro ricordi di Venezia e pezzi di notizie apparentemente slegati intuisce che i nemici hanno messo a punto un nuovo tipo di nave da guerra: la galeazza. Nave lenta e massiccia, utilizzata per trasportare carichi, inadatta ai combattimenti. I veneziani hanno però messo a punto dei cannoni a rinculo limitato, che possono quindi essere alloggiati a bordo, trasformando le galeazze da innocui barconi (come le credono i Turchi) in micidiali macchine di fuoco. È però troppo tardi per mettere in guardia la marina Ottomana, ormai schierata. È la battaglia delle Echinadi o Curzolari, detta anche battaglia di Lepanto.
La carneficina si conclude con la schiacciante vittoria della Lega e la cattura di Manuel che aveva partecipato alla battaglia sulla nave di un pirata barese (Mimì), vecchio amico di Ismail.

### Finale
Dicembre 1571. 
De Zante/Cardoso sopravvive, ma viene catturato e portato a Venezia.
Qui il cerchio si chiude; nel luogo in cui il libro è iniziato egli viene condannato a morte per alto tradimento ed impiccato. Negli attimi che precedono la morte Manuel ha una visione della madre giovane e bella che lo chiama a sé.

### Epilogo
Dicembre 1571. 
A Costantinopoli, Yossef Nasi raccoglie i cocci della sua sconfitta. Cipro non diventerà una terra promessa per i giudei e gli altri perseguitati. Durante una convocazione presso la corte di Sokollu viene a sapere che sua moglie (e cugina) Reyna ha tramato contro di lui per privarlo di tutte le ambizioni che lo distogliessero da lei, vittima di un matrimonio infelice per l'ambizione e l'omosessualità del marito.
Il manoscritto delle memorie di Ismail, ora in possesso di Yossef, viene da questi affidato al mercante inglese Ralph Fitch, affinché lo porti in Inghilterra. Inconsapevolmente, Yossef segue un consiglio dato a Ismail dal libraio Pietro Perna, personaggio di Q apparso in sogno durante i "tre giorni di febbre".
Intanto, a Mokha, Ismail accompagnato dai fedeli amici e dal bambino che hanno tratto in salvo dall'eccidio fa ritorno alla sua casa, alla sua gente.

## Edizioni italiane ed estere
- Wu Ming, Altai, collana Stile libero Big, Einaudi, 2009,  p. 411, ISBN 978-88-06-19896-1.
- Wu Ming, Αλτάι, ΕΞΑΡΧΕΙΑ, Atene 2011, ISBN 978-96-0988-348-1.
- Wu Ming, Altai, Verso, Londra 2013, ISBN 978-17-8168-076-6.
- Wu Ming, Altay, Geoturka, Istanbul 2014, ISBN 978-60-5864-178-5.
- Wu Ming, Altai, Assoziation A, Berlino/Amburgo 2016, ISBN 978-3-86241-494-9.
- Wu Ming, Altaj, Leesmagazijn, Amsterdam 2016, ISBN 978-94-9171-732-1.
- Wu Ming, Altai, Tigre de Paper, Barcelona 2019, ISBN 978-84-1685-538-4.